# Cologne Grand Prix
El torneig de Colònia, conegut oficialment com a Cologne Grand Prix, va sers una competició tennística professional que es disputava sobre pista de moqueta o dura interior a Colònia, Alemanya, dins el circuit ATP masculí.
El torneig es va disputar en diversos intervals, originalment entre 1971 i 1973, i posteriorment es va assentar durant molt anys entre 1976 i 1992. L'any 2020, aprofitant que molts torneigs es van cancel·lar a causa a la pandèmia de COVID-19, puntualment es van disputar dues edicions consecutives en les sèries 250.

## Palmarès

### Individual masculí
| Any         | Campió              | Finalista             | Resultat            |
| ----------- | ------------------- | --------------------- | ------------------- |
| 2020 (I)    | Alexander Zverev    | Felix Auger-Aliassime | 6−3, 6−3            |
| 2020 (II)   | Alexander Zverev    | Diego Schwartzman     | 6−2, 6−1            |
| 2019 − 1993 | Torneig no celebrat | Torneig no celebrat   | Torneig no celebrat |
| 1992        | Bernd Karbacher     | Marcos Ondruska       | 7−6, 6−4            |
| 1991 − 1987 | Torneig no celebrat | Torneig no celebrat   | Torneig no celebrat |
| 1986        | Jonas Svensson      | Stefan Eriksson       | 6−7, 6−2, 6−2       |
| 1985        | Peter Lundgren      | Ramesh Krishnan       | 6−3, 6−2            |
| 1984        | Joakim Nyström      | Miloslav Mečíř        | 7−6, 6−2            |
| 1983        | Matt Doyle          | Hans-Dieter Beutel    | 1−6, 6−1, 6−2       |
| 1982        | Kevin Curren        | Shlomo Glickstein     | 2−6, 6−2, 6−3       |
| 1981        | Ivan Lendl          | Sandy Mayer           | 6−3, 6−3            |
| 1980        | Robert Lutz (2)     | Nick Saviano          | 6−4, 6−0            |
| 1979        | Gene Mayer          | Wojtek Fibak          | 6−2, 3−6, 6−1       |
| 1978        | Wojtek Fibak        | Vijay Amritraj        | 6−2, 0−1, retirada  |
| 1977        | Björn Borg          | Wojtek Fibak          | 2−6, 7−5, 6−3       |
| 1976        | Jimmy Connors       | Frew McMillan         | 6−2, 6−3            |
| 1975        | Torneig no celebrat | Torneig no celebrat   | Torneig no celebrat |
| 1974        | Torneig no celebrat | Torneig no celebrat   | Torneig no celebrat |
| 1973        | Jan Kodeš           | Brian Fairlie         | 6−1, 6−3, 6−1       |
| 1972        | Torneig no celebrat | Torneig no celebrat   | Torneig no celebrat |
| 1971        | Robert Lutz         | Jeff Borowiak         | 6−3, 6−7, 6−3, 6−1  |

### Dobles masculins
| Any         | Campions                            | Finalistes                        | Resultat                |
| ----------- | ----------------------------------- | --------------------------------- | ----------------------- |
| 2020 (I)    | Pierre-Hugues Herbert Nicolas Mahut | Łukasz Kubot Marcelo Melo         | 6−4, 6−4                |
| 2020 (II)   | Raven Klaasen Ben McLachlan         | Kevin Krawietz Andreas Mies       | 6−2, 6−4                |
| 2019 − 1993 | Torneig no celebrat                 | Torneig no celebrat               | Torneig no celebrat     |
| 1992        | Horacio de la Peña Gustavo Luza     | Ronnie Båthman Libor Pimek        | 6−7, 6−0, 6−2           |
| 1991 − 1987 | Torneig no celebrat                 | Torneig no celebrat               | Torneig no celebrat     |
| 1986        | Kelly Evernden Chip Hooper          | Jan Gunnarsson Peter Lundgren     | 6−4, 6−7, 6−3           |
| 1985        | Alex Antonitsch Michiel Schapers    | Jan Gunnarsson Peter Lundgren     | 6−4, 7−5                |
| 1984        | Wojtek Fibak Sandy Mayer            | Jan Gunnarsson Joakim Nyström     | 6−1, 6−3                |
| 1983        | Nick Saviano Florin Segarceanu      | Paul Annacone Eric Korita         | 6−3, 6−4                |
| 1982        | José Luis Damiani Carlos Kirmayr    | Hans-Dieter Beutel Christoph Zipf | 6−2, 3−6, 7−5           |
| 1981        | Sandy Mayer Frew McMillan           | Jan Kodeš Karl Meiler             | 6−0, 6−3                |
| 1980        | Bernard Mitton Andrew Pattison      | Jan Kodeš Tomáš Šmíd              | 6−4, 6−1                |
| 1979        | Gene Mayer Stan Smith               | Heinz Günthardt Pavel Složil      | 6−3, 6−4                |
| 1978        | Peter Flemingk John McEnroe         | Bob Hewitt Frew McMillan          | 6−3, 6−2                |
| 1977        | Bob Hewitt Frew McMillan            | Fred McNair Sherwood Stewart      | 6−3, 7−5                |
| 1976        | Bob Hewitt Frew McMillan            | Colin Dowdeswell Mike Estep       | 6−1, 3−6, 7−6           |
| 1975        | Torneig no celebrat                 | Torneig no celebrat               | Torneig no celebrat     |
| 1974        | Torneig no celebrat                 | Torneig no celebrat               | Torneig no celebrat     |
| 1973        | Mark Cox Graham Stilwell            | Tom Okker Marty Riessen           | 7−6, 6−3                |
| 1972        | Torneig no celebrat                 | Torneig no celebrat               | Torneig no celebrat     |
| 1971        | Tom Okker Marty Riessen             | Roy Emerson Rod Laver             | 6−7, 3−6, 7−6, 6−3, 6−4 |